# 단단몐

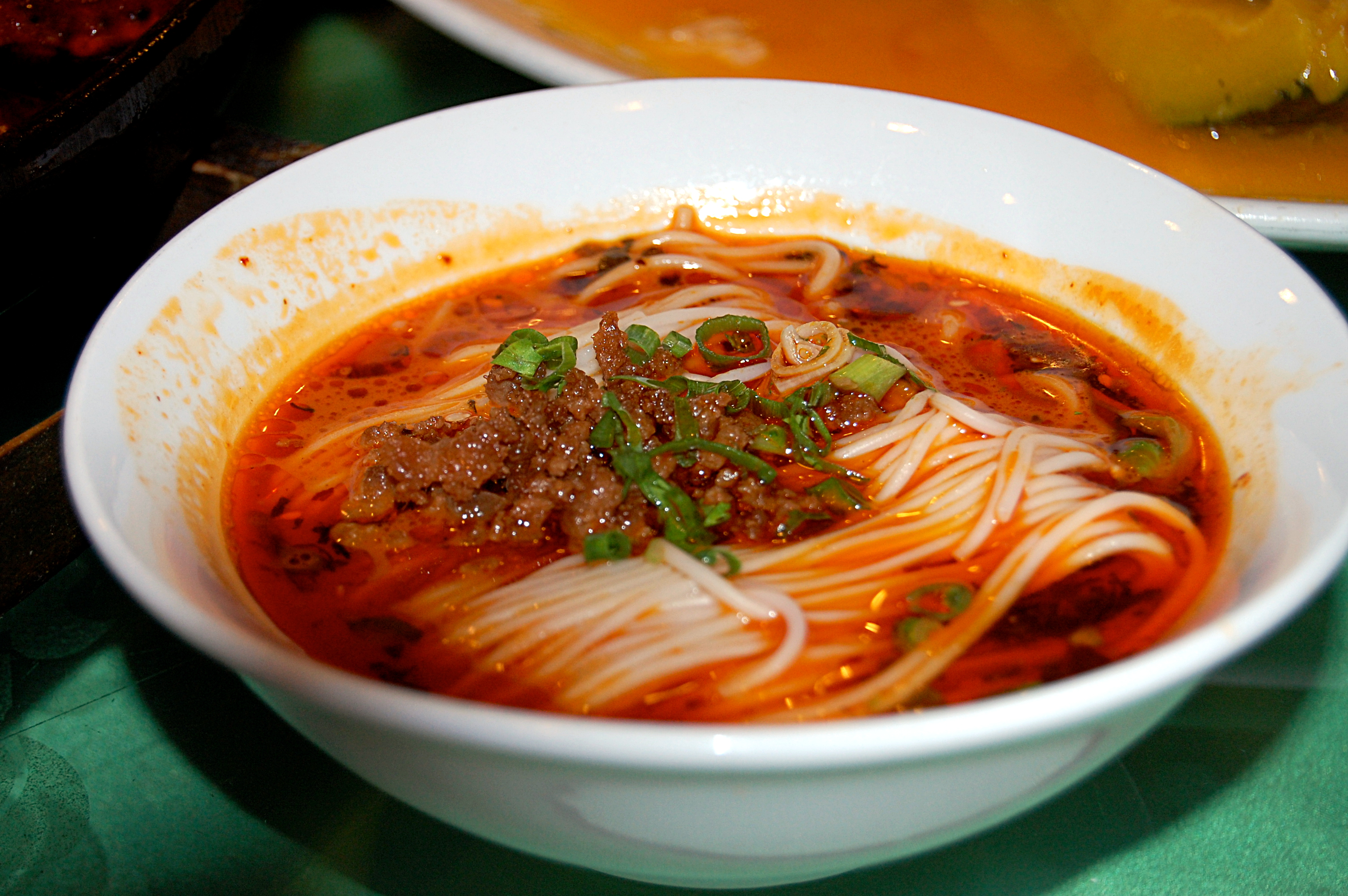
상하이 Sichuan 레스토랑의 탄탄면

단단몐(중국어 간체자: 担担面, 정체자: 擔擔麵, 병음: dāndānmiàn, 한자음: 담담면) 또는 탄탄면(tantan麵)은 쓰촨성에서 생겨난 면류 중국 요리이다. 탄탄면은 면이 탄탄해서 붙여진 이름이다.

## 개요
'단단'은 짊어지다라는 뜻이다. 청나라 면 장수가 김이 모락모락 나는 통에 국수와 각종 재료를 담아 짊어 지고 다니면서 팔았던 면 요리다.
1841년쯤 쓰촨성 쯔궁 시의 한 남성이 면 요리를 고안하여 청두시에서 판 것으로 알려졌다. 현재 중화인민공화국에서는 쓰촨성의 등록상표다.